# Николо Алберти
Николо Алберти, също известен като Николò да Прато (на италиански: Niccolò Alberti; Ubertini; Niccolò da Prato; * ок. 1250, Прато, Италия, † 27 април 1321, Авиньон), е кардинал на католическата църква в Италия (1303 – 1321) и епископ на Сполето от 1299 до 1303 г.

## Управление
Политически той е на страната на Гибелините. Алберти първо е генералминистър на доминиканците. През 1299 г. Бонифаций VIII го прави епископ на Сполето. Папа Бенедикт XI, който бил доминиканец, го прави на 18 декември 1303 г. на кардинал-епископ на Остия. Николо е близък на Бенедикт, така и на неговия наследник Климент V.
Николо заедно с други кардинали, от името на папа Климент V, коронова на 29 юни 1312 г. Хайнрих VII за император на Свещената Римска империя с новонаправената желязна корона на лангобардите в Латеранската базилика. Николо е про-императорски.